# Pompe van Meerdervoort

Geslachtswapen

Pompe van Meerdervoort is een uit Antwerpen afkomstig geslacht waarvan leden sinds 1818 tot de Nederlandse adel van het Verenigd Koninkrijk der Nederlanden behoren.

## Geschiedenis
De bewezen stamreeks begint met Pieter Pompe die vanuit Antwerpen verhuisde naar Eindhoven en zich rond 1577 te Goch vestigde en daar voor 7 november 1587 werd vermoord. Zijn zoon Michiel ([1578]-1625) kocht de heerlijkheid Meerdervoort met het Huis te Meerdervoort. De heerlijkheid en het huis bleven tot 1827 in de familie en gaven de familie de naam Pompe van Meerdervoort.
Vanaf de 17e eeuw verwierven leden van het geslacht door koop of huwelijk heerlijkheden en dus bestuursmacht rond Dordrecht; sommige van die heerlijkheden zouden tot in de 19e eeuw in het bezit van het geslacht blijven. In die laatste stad maakten zij ook onderdeel uit van het bestuur. Later trok een tak naar Leiden om daar, of in de omgeving, bestuursfuncties in die stad te bekleden. Een andere tak trok naar Zeeland en nam daar bestuursfuncties op. Uiteindelijk vervulden sommigen, of aangetrouwden, ook functies op nationaal bestuurlijk niveau.
Bij Koninklijk Besluit van 21 juli 1818 werden vijf leden van het geslacht verheven in de Nederlandse adel; een van hen bedankte voor de verheffing.

## Enkele telgen
Michiel Pompe, heer van Meerdervoort ([1578]-1625), schepen en thesaurier van Dordrecht, bewindhebber WIC
- Mr. Michiel Pompe, heer van Meerdervoort en Kort-Ambacht (1613-1639), schepen en raad van Dordrecht
  - Mr. Cornelis Pompe, heer van Meerdervoort, Hendrik Ido- en Schiltmanskinderen Ambacht (1639-1682), raad, schout en veertigraad van Dordrecht, raad en rentmeester-generaal van Holland; trouwde in 1662 met Alida de Bevere, vrouwe van Zwijndrecht en Schobbeland (1640-1680)
    - Jacob Pompe van Meerdervoort, heer van Oostendam, Hendrik Ido- en Schiltmanskinderen Ambacht (1666-1712), baljuw van Wieldrecht, raad van Dordrecht
      - Dr. Abraham Pompe van Meerdervoort (1707-1752), schepen en burgemeester van Sluis
        - Anthony Pompe van Meerdervoort (1736-1789), schepen en havenmeester van Sluis
          - Jhr. Jacob Pompe van Meerdervoort, heer van Meerdervoort (1769-1835), militair, in 1818 verheven in de Nederlandse adel
          - Jhr. Ada Gerardus Pompe van Meerdervoort (1774-1843), militair, in 1818 verheven in de Nederlandse adel

    - Johan Pompe van Meerdervoort (1677-1718), veertigraad en schepen van Leiden
      - Mr. Jacob Pompe van Meerdervoort (1709-1741)
        - Mr. Johan Pompe van Meerdervoort (1735-1779), veertigraad en schepen van Leiden
          - Jhr. mr. Johan Petrus Pompe van Meerdervoort (1767-1828), commissaris van de huwelijkszaken te Leiden, maire van Voorschoten, in 1818 verheven in de Nederlandse adel
            - Jhr. Johan Antoine Pompe van Meerdervoort (1797-1874), kapitein
              - Jhr. Johan Lidius Cathrinus Pompe van Meerdervoort (1829-1908), arts
              - Jhr. Josephus Leonardus Hendricus Pompe van Meerdervoort (1832-1871), burgemeester
              - Jhr. mr. Jozef Jan Pompe van Meerdervoort (1837-1918), lid van de Tweede Kamer
                - Jkvr. Maria Johanna Pompe van Meerdervoort (1864-1960); trouwde in 1885 met Gerardus Hubertus Galenus von Brucken Fock (1859-1935), musicus en kunstschilder

            - Jkvr. Maria Elisabeth Pompe van Meerdervoort (1803-1842); trouwde in 1826 met mr. Pieter Hendrik Saaymans Vader (1799-1891), lid van de Tweede Kamer der Staten-Generaal

    - Mr. Abraham Pompe van Meerdervoort, heer van Zwijndrecht (1678-1733), veertigraad en thesaurier van Dordrecht
      - Cornelis Pieter Pompe van Meerdervoort (1720-1782)
        - Mr. Abraham Pompe van Meerdervoort, heer van Zwijndrecht (1754-1819), in 1818 verheven in de Nederlandse adel maar bedankte voor die verheffing waardoor deze nooit rechtskracht kreeg

      - Pieter Cornelis Pompe van Meerdervoort (1721-1772), veertigraad, achtraad, thesaurier en schepen van Dordrecht
        - Adriana Pompe van Meerdervoort (1758-1827); trouwde in 1786 met mr. Thomas Johannes Pigeaud (1744-1807), raad, burgemeester en weesmeeser van Schiedam
          - Johanna Antonia Pigeaud, ambachtsvrouwe van Zwijndrecht (1790-1875); trouwde in 1817 met mr. Simon van Walchren, heer van Wadenoyen (1791-1871), onder andere lid van de Tweede Kamer der Staten-Generaal

        - Jhr. Abraham Pompe van Meerdervoort (1764-1831), een Nederlandse politicus, in 1818 verheven in de Nederlandse adel
          - Jkvr. Adriana Johanna Pompe van Meerdervoort (1794-1832); trouwde in 1829 met prof. dr. Johannes Clarisse (1790-1846), predikant en hoogleraar